# Lawrence Lucie
Lawrence „Larry“ Lucie (* 18. Dezember 1907 in Emporia, Virginia; † 14. August 2009 in New York) war ein US-amerikanischer Jazz-Gitarrist. Lucie war einer der ältesten aktiven Jazz-Gitarristen; er wurde 101 Jahre alt. Seine Karriere begann in den frühen Jahren des Jazz – er spielte noch mit Jelly Roll Morton – und dauerte bis in die ersten Jahre des 21. Jahrhunderts.

## Werdegang
Lucie begann zunächst Banjo, Mandoline und Violine zu lernen und spielte in der Band seines Vaters. Mit 19 Jahren zog er nach New York, um dort als Profimusiker zu arbeiten.
Er spielte zumeist als Rhythmusgitarrist und hatte selten Solos; er galt als jemand, der den Beat meisterhaft halten konnte. Zu der langen Liste der Musiker, mit denen Lucie arbeitete, gehören Duke Ellington, bei dem er einige Nächte Anfang der 1930er spielte, und Louis Armstrong, bei dem er 1940 bis 1945 arbeitete; außerdem spielte er mit den Chocolate Dandies 1933, Red Allen 1935, Lucky Millinder (1935), Billie Holiday/Teddy Wilson („What a Night, What a Moon, What a Girl“, 1935), Benny Carter/Spike Hughes (1933), in Coleman Hawkins All-Star Octet 1940 („The Sheik of Araby“), Fletcher Henderson (1934 bis 1935 und 1936 bis 1939), Pete Johnson, in der Mills Blue Rhythm Band. Ab 1946 hatte er eine eigene Combo, ging 1959 auf Tour mit Louie Bellson und spielte danach mit Cozy Cole.
In seiner späteren Karriere trat Lucie mit seiner Ehefrau, der Gitarristin und Sängerin Nora Lee King auf; in dieser Zeit entstanden auch gemeinsame Aufnahmen und Fernseh-Auftritte im öffentlichen TV-Netz von Manhattan. Insgesamt drei Jahrzehnte unterrichtete Lucie am Borough of Manhattan Community College. Daneben trat er in den 1970er Jahren mit der New York Jazz Repertory Company und der Harlem Blues and Jazz Band auf. 1973 trat er im Orchester von Ella Fitzgerald in der Carnegie Hall auf (nach dem Chick Webb Orchester rekonstruiert); 1979 wirkte er bei Abdullah Ibrahims Album African Marketplace mit, in den 1980er/90er Jahren noch mit Panama Francis und der Neuausgabe der Savoy Sultans; 1987 wirkte er an Bobby Watsons Album The Year of the Rabitt mit. Noch bis 2005 gastierte er als Solist Sonntag nacht im Arturo’s in Greenwich Village. Er war der letzte noch lebende Musiker, der mit dem Jazz-Pionier Jelly Roll Morton aufgenommen hat.
Er ist in der Filmkomödie Jam Session von 1944 mit Louis Armstrong spielend zu sehen.
Lucie nahm unter anderem mit Benny Carter/Spike Hughes, Red Allen, Fletcher Henderson, Lucky Millinder, Teddy Wilson/Billie Holiday, Jelly Roll Morton, Armstrong, Coleman Hawkins, Pete Johnson, Joe Turner und Putney Dandridge auf.

## Lexikalischer Eintrag
- Carlo Bohländer, Karl Heinz Holler, Christian Pfarr: Reclams Jazzführer. 3., neubearbeitete und erweiterte Auflage. Reclam, Stuttgart 1989, ISBN 3-15-010355-X.